# Natalitate

Ratele natalității în dependență de țară, în 2015.

Natalitatea este frecvența nașterilor de copii vii în cadrul unei populații, exprimată prin raportul dintre numărul de nașteri dintr-un an și efectivul populației. Natalitatea este elementul dinamic, activ al bilanțului natural și cunoaște o mai mare variabilitate în spațiu și timp, întrucât poate fi mai ușor de controlat și de influențat decât mortalitatea. Cel mai frecvent se calculează natalitatea brută, ca raport dintre numărul de născuți vii în decurs de un an și efectivul populației care le-a dat viață, valoarea obținută exprimându-se în promile.  

## Natalitatea în linii generale
Rata generală a natalității (natalitatea brută) se calculează după formula:
{\displaystyle Ng={\frac {N}{P}}1000}
unde N reprezintă numărul născuților vii iar P efectivul populației.
Deoarece valoarea natalității este influențată direct de structura pe grupe de vârstă și sexe a populației, natalitatea brută nu redă întotdeauna situația reală. De aceea s-a recurs și la calcularea altor indicatori, care să ofere o imagine mai apropiată de realitate a acestui fenomen al nașterilor:
- natalitatea standardizată (puțin utilizată în practică);
- fertilitatea populației (care se calculează ca raport între numărul născuților vii și populația feminină cu vârsta cuprinsă între 15 și 49 de ani);
- indicele de înlocuire a generațiilor (notat cu R), adică numărul mediu de copii de sex feminin născut de o femeie; în cazul în care acest indice este mai mare decât 1, populația respectivă manifestă o tendință de creștere rapidă, dacă este egal cu 1, exprimă stagnarea, iar dacă este mai mic decât 1, atunci numărul populației pentru care s-a calculat este în scădere;
- indicele sintetic al fecundității (numărul mediu de copii născuți de o femeie în timpul vietii) variază intre valori mai mari de 7 - în câteva state din Africa Subsahariană - și 1,2 în unele state ale Europei de Est). Valoarea de 2,1 din urmă pentru acest indicator este considerată limita până la care o populație își asigură înlocuirea. Sub acest prag indică tendințe regresive, iar peste această valoare indică o creștere naturală a populației în condițiile unei mortalități reduse.

Interpretarea valorilor evidențiază mișcarea naturală a populației. Acest indicator se interpretează coroborat cu indicatorul rata sporului natural.
Natalitatea depinde, în mare măsură, de comportamentul și interesele grupului uman și de aceea se poate vorbi despre două tipuri de natalitate: potențială și reală. Natalitatea potențială poate fi atinsă atunci când nu se pune problema controlului nașterilor. Valoarea maximă care s-ar putea atinge este de 60 ‰, dar această situație nu se mai întâlnește aproape nicăieri pe Glob. Nici în perioadele mai îndepărtate, când natalitatea potențială era mai frecvent atinsă, valoarea sa nu ajungea decât rar la acest procentaj.
Valorile natalității potențiale erau și sunt influențate de câțiva factori:
- starea de sănătate: ameliorarea stării de sănătate a populației feminine, în special, contribuie la creșterea valorilor natalității;
- structura pe grupe de vârstă și sexe: populații îmbătrânite sau feminizate se înscriu cu valori mai mici ale natalității potențiale decât cele dominate de tineri adulți și cu o structură pe sexe echilibrată;
- condițiile climatice determină valori reduse ale natalității acolo unde au manifestări extreme - climatul polar si subpolar, în care resursele de hrană sunt limitate iar popularea este relativ recentă.

Alături de acești factori, unii autori consideră că și particularitățile rasiale și regimul alimentar al unei populații ar putea sa influențeze valorile natalității potențiale.

## Natalitatea după țară

### Natalitatea
| Ratele natalității (‰), în ultimele decenii și ani | Ratele natalității (‰), în ultimele decenii și ani | Ratele natalității (‰), în ultimele decenii și ani | Ratele natalității (‰), în ultimele decenii și ani | Ratele natalității (‰), în ultimele decenii și ani | Ratele natalității (‰), în ultimele decenii și ani |                 |           |
| Țară                                               | 1990                                               | 2000                                               | 2010                                               | 2017                                               | 2018                                               | născuți în 2018 | f.d. a.p. |
| -------------------------------------------------- | -------------------------------------------------- | -------------------------------------------------- | -------------------------------------------------- | -------------------------------------------------- | -------------------------------------------------- | --------------- | --------- |
| Georgia                                            | 17.1                                               | 10.7                                               | 14.6                                               | 14.3                                               | 13.7                                               | 51.138          | ▼         |
| Republica Moldova                                  | 17.7                                               | 10.2                                               | 11.4                                               | 13.3                                               | 12.8                                               | 34.738          | ▼         |
| Irlanda                                            | 15.1                                               | 14.5                                               | 16.5                                               | 12.9                                               | 12.6                                               | 61.016          | ▼         |
| Armenia                                            | 22.5                                               | 10.6                                               | 14.6                                               | 12.7                                               | 12.3                                               | 36.502          | ▼         |
| Islanda                                            | 18.7                                               | 15.3                                               | 15.5                                               | 11.6                                               | 12.1                                               | 4.228           | ▲         |
| Muntenegru                                         | 14.4                                               | 15.0                                               | 12.0                                               | 12.0                                               | 11.7                                               | 7.260           | ▼         |
| Suedia                                             | 14.5                                               | 10.2                                               | 12.3                                               | 11.4                                               | 11.3                                               | 115.832         | ▼         |
| Franța                                             | 13.4                                               | 13.1                                               | 12.8                                               | 11.3                                               | 11.1                                               | 719.000         | ▼         |
| Regatul Unit                                       | 13.9                                               | 11.5                                               | 12.9                                               | 11.4                                               | 11.0                                               | 731.069         | ▼         |
| Rusia                                              | 13.4                                               | 8.6                                                | 12.5                                               | 11.5                                               | 10.9                                               | 1.604.344       | ▼         |
| Estonia                                            | 14.2                                               | 9.4                                                | 11.9                                               | 10.5                                               | 10.9                                               | 14.367          | ▲         |
| Cehia                                              | 12.6                                               | 8.8                                                | 11.1                                               | 10.8                                               | 10.7                                               | 114.036         | ▲         |
| Cipru                                              | 18.3                                               | 12.2                                               | 11.8                                               | 10.8                                               | 10.7                                               | 9.300           | ▼         |
| Danemarca                                          | 12.3                                               | 12.6                                               | 11.4                                               | 10.6                                               | 10.6                                               | 61.476          | ▼         |
| Slovacia                                           | 15.1                                               | 10.2                                               | 11.1                                               | 10.7                                               | 10.6                                               | 57.639          | ▼         |
| Norvegia                                           | 14.4                                               | 13.2                                               | 12.6                                               | 10.8                                               | 10.5                                               | 55.120          | ▼         |
| Macedonia de Nord                                  | 18.5                                               | 13.0                                               | 11.9                                               | 10.5                                               | 10.4                                               | 21.333          | ▼         |
| Belgia                                             | 12.4                                               | 11.2                                               | 11.9                                               | 10.5                                               | 10.3                                               | 117.800         | ▼         |
| Elveția                                            | 12.5                                               | 10.9                                               | 10.3                                               | 10.3                                               | 10.3                                               | 87.851          | ▼         |
| Luxemburg                                          | 12.9                                               | 13.1                                               | 11.6                                               | 10.4                                               | 10.3                                               | 6.274           | ▲         |
| Lituania                                           | 15.3                                               | 9.8                                                | 9.9                                                | 10.2                                               | 10.2                                               | 28.517          | ▼         |
| Polonia                                            | 14.3                                               | 9.8                                                | 10.7                                               | 10.5                                               | 10.1                                               | 388.178         | ▲         |
| Albania                                            | 25.0                                               | 16.6                                               | 11.7                                               | 10.7                                               | 10.1                                               | 28.934          | ▼         |
| Belarus                                            | 14.0                                               | 9.4                                                | 11.4                                               | 10.8                                               | 9.9                                                | 94.388          | ▼         |
| Letonia                                            | 14.2                                               | 8.5                                                | 9.4                                                | 10.6                                               | 9.9                                                | 19.314          | ▼         |
| Olanda                                             | 13.2                                               | 13.0                                               | 11.1                                               | 9.9                                                | 9.8                                                | 168.525         | ▼         |
| Austria                                            | 11.8                                               | 9.8                                                | 9.4                                                | 10.0                                               | 9.7                                                | 85.535          | ▼         |
| România                                            | 13.6                                               | 10.5                                               | 9.9                                                | 9.7                                                | 9.6                                                | 188.755         | ▼         |
| Germania                                           | 11.4                                               | 9.3                                                | 8.3                                                | 9.5                                                | 9.5                                                | 787.541         | ▼         |
| Slovenia                                           | 11.2                                               | 9.1                                                | 10.9                                               | 9.8                                                | 9.5                                                | 19.585          | ▼         |
| Ungaria                                            | 12.1                                               | 9.6                                                | 9.0                                                | 9.4                                                | 9.2                                                | 89.807          | ▼         |
| Serbia                                             | 11.6                                               | 9.8                                                | 9.4                                                | 9.2                                                | 9.2                                                | 63.975          | ▼         |
| Malta                                              | 14.9                                               | 11.3                                               | 9.7                                                | 9.4                                                | 9.2                                                | 4.444           | ▼         |
| Bulgaria                                           | 12.1                                               | 9.0                                                | 10.0                                               | 9.0                                                | 8.9                                                | 62.197          | ▼         |
| Croația                                            | 11.6                                               | 10.0                                               | 9.8                                                | 8.9                                                | 8.8                                                | 36.973          | ▼         |
| Bosnia și Herțegovina                              | 15.5                                               | 10.5                                               | 8.7                                                | 8.7                                                | 8.7                                                | 28.467          | ▼         |
| Finlanda                                           | 13.1                                               | 11.0                                               | 11.4                                               | 9.1                                                | 8.6                                                | 47.577          | ▼         |
| Portugalia                                         | 11.8                                               | 11.8                                               | 9.5                                                | 8.4                                                | 8.5                                                | 87.020          | ▼         |
| Grecia                                             | 10.1                                               | 9.5                                                | 10.2                                               | 8.2                                                | 8.1                                                | 87.074          | ▼         |
| Ucraina                                            | 12.7                                               | 7.8                                                | 10.8                                               | 8.6                                                | 8.0                                                | 335.874         | ▼         |
| Spania                                             | 10.3                                               | 9.9                                                | 10.5                                               | 8.4                                                | 7.9                                                | 369.302         | ▼         |
| Italia                                             | 9.9                                                | 9.5                                                | 9.3                                                | 7.6                                                | 7.3                                                | 439.747         | ▼         |

- f.d.a.p. = față de anul precedent.

### Natalitatea în unele țări G8 și G20 (exceptând cele din Europa)
| Ratele natalității (‰), în ultimele decenii și ani | Ratele natalității (‰), în ultimele decenii și ani | Ratele natalității (‰), în ultimele decenii și ani | Ratele natalității (‰), în ultimele decenii și ani | Ratele natalității (‰), în ultimele decenii și ani | Ratele natalității (‰), în ultimele decenii și ani |                 |           |
| Țară                                               | 1990                                               | 2000                                               | 2010                                               | 2017                                               | 2018                                               | născuți în 2018 | f.d. a.p. |
| -------------------------------------------------- | -------------------------------------------------- | -------------------------------------------------- | -------------------------------------------------- | -------------------------------------------------- | -------------------------------------------------- | --------------- | --------- |
| India                                              | 30.2                                               | 25.8                                               | 22.1                                               | 20.2                                               | ...                                                |                 |           |
| Mexic                                              | 31.8                                               | 26.9                                               | 23.1                                               | 18.1                                               | 17.3                                               | 2.162.535       | ▼         |
| Turcia                                             | 25.1                                               | 20.6                                               | 17.2                                               | 16.1                                               | 15.3                                               | 1.248.847       | ▼         |
| Australia                                          | 15.3                                               | 13.1                                               | 13.4                                               | 12.6                                               | 12.6                                               | 314.900         | ▲         |
| Statele Unite                                      | 16.7                                               | 14.4                                               | 13.0                                               | 11.8                                               | 11.6                                               | 3.788.235       | ▼         |
| China                                              | 21.1                                               | 14.0                                               | 11.9                                               | 12.4                                               | 10.9                                               | 15.230.000      | ▼         |
| Canada                                             | 14.6                                               | 10.7                                               | 11.1                                               | 10.2                                               | 10.4                                               | 386.806         | ▲         |
| Japonia                                            | 10.0                                               | 9.5                                                | 8.5                                                | 7.6                                                | 7.4                                                | 918.397         | ▼         |
| Coreea de Sud                                      | 15.2                                               | 13.3                                               | 9.4                                                | 7.0                                                | 6.4                                                | 326.822         | ▼         |

## Legături externe
- CIA World Factbook Birth Rate List by Rank Arhivat în 11 decembrie 2007, la Wayback Machine.
- World Birth rate by IndexMundi
- Exert from Encyclopedia of Public Health